# Aschauer Berg
Der Aschauer Berg ist ein 1108 m ü. NHN  hoher Berg südlich von Grafenaschau und gehört zu den Ammergauer Alpen. Der bezeichnete Gipfel ist schwach ausgeprägt und nur einer von mehreren ansonsten namenlosen Erhebungen im weiteren Gratverlauf, die schließlich eher diffus bis zum Aufacker führen. Auf den bewaldeten Rücken führen keine Wege.